# Dear Santa
Dear Santa é o terceiro extended play do grupo sul-coreano Girls' Generation-TTS. Ele foi lançado em 4 de dezembro de 2015 através da S.M. Entertainment.

## Antecedentes e lançamento
Em novembro, S.M. Entertainment confirmou que o grupo estava trabalhando em um novo álbum de temática natalina. O grupo também revelou que iam doar uma parte de seus lucros obtidos das vendas de seus álbuns de natal juntamente do grupo EXO, que doou parte dos lucros do EP Sing for You, para uma instituição de caridade através do projeto Smile for U da S.M. Entertainment e UNICEF. O trio voltou aos palcos cantando seu single Dear Santa no Music Bank, Music Core e no Inkigayo, o grupo também performou outras canções de seu EP, Winter Story no Music Core e Merry Christmas no Inkigayo.

## Lista de faixas
| N.º            | Título                          | Letras                                                   | Música                                                                              | Arranjo                              | Duração |  |
| 1.             | "Dear Santa"                    | Seohyun                                                  | Andreas Oberg, Gustav Karlstrom, Simon Petren, Maja Keuc                            | Simon Petren, Gustav Karlstrom       | 03:58   |  |
| 2.             | "I Like the Way"                | Jam Factory                                              | Bardur Haberg, Nermin Harambasic, Courtney Woolsey, Anne Judith Wik, Ronny Svendsen | Bardur Haberg, Nermin Harambasic     | 03:11   |  |
| 3.             | "Winter Story" (겨울을 닮은 너) | Jam Factory                                              | Jamie Jones, Matt Wong                                                              | Jamie Jones, Matt Wong               | 03:22   |  |
| 4.             | "Merry Christmas"               | Giminhyeong                                              | Matt Wong, Jamie Jones, Paulina Cerrilla                                            | Jamie Jones, Matt Wong, Jack Kuggell | 03:43   |  |
| 5.             | "First Snow" (첫눈처럼)         | Mafly                                                    | Img wanguk, Ryan Kim, Amanda Moseley, Hunnykilla, Chase                             | Img wanguk, Ryan Kim, Chase          | 03:13   |  |
| 6.             | "Dear Santa" (versão em inglês) | Andreas Oberg, Gustav Karlstrom, Simon Petren, Maja Keuc | Andreas Oberg, Gustav Karlstrom, Simon Petren, Maja Keuc                            | Simon Petren, Gustav Karlstrom       | 03:58   |  |
| Duração total: | Duração total:                  | Duração total:                                           | Duração total:                                                                      | Duração total:                       | 19:48   |  |

## Desempenho nas tabelas musicais

### Posições
| Tabela musical (2015)                                 | Melhor posição |
| ----------------------------------------------------- | -------------- |
| Coreia do Sul (Gaon Chart)                            | 2              |
| Japão (Oricon Albums Chart)                           | 25             |
| Mundo (Billboard World Albums Chart)                  | 4              |
| Estados Unidos - (Billboard Heatseekers Albums Chart) | 14             |
| Taiwan (Five Music Taiwan)                            | 1              |

## Histórico de lançamento
| País          | Data                  | Formato              | Gravadora                   |
| ------------- | --------------------- | -------------------- | --------------------------- |
| Coreia do Sul | 4 de dezembro de 2015 | Download digital, CD | S.M. Entertainment KT Music |
| Mundo         | 4 de dezembro de 2015 | Download digital     | S.M. Entertainment KT Music |